# گوستا برودین
گوستا برودین (انگلیسی: Gösta Brodin; ۱۵ فوریهٔ ۱۹۰۸ – ۱۸ ژوئن ۱۹۷۹) قایقران قایق بادبانی اهل سوئد بود.